# NGC 840
NGC 840 (również PGC 8293 lub UGC 1664) – galaktyka spiralna z poprzeczką (SBb), znajdująca się w gwiazdozbiorze Wieloryba. Odkrył ją Albert Marth 2 września 1864 roku.